# Claude Cahun

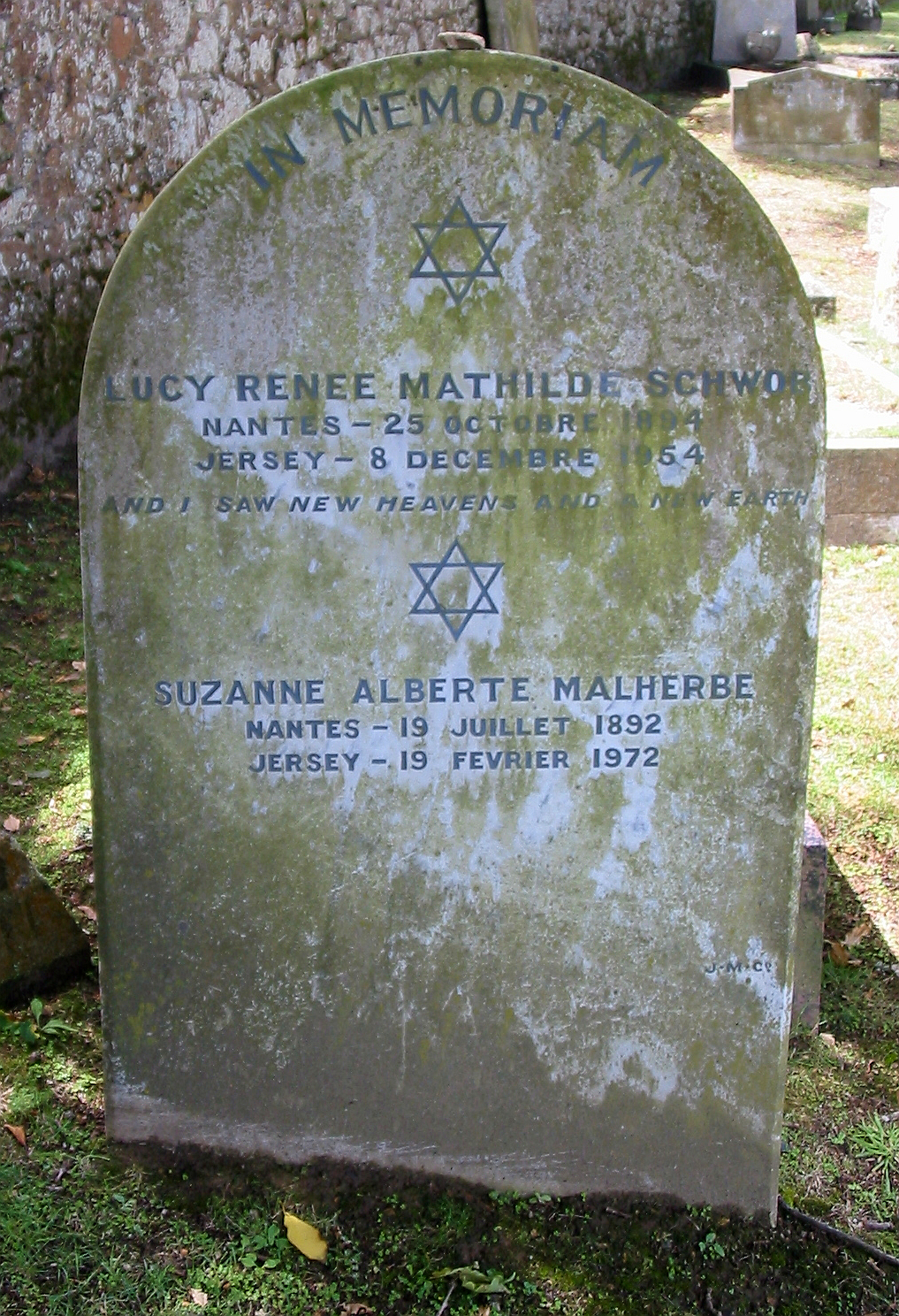
Tomba de Lucy Schwob (Claude Cahun) i Suzanne Malherbe a Saint-Brélade, Jersey

Claude Cahun, pseudònim de Lucy Renée Mathilde Schwob (Nantes, 25 d'octubre de 1894 - Saint-Hélier, illa de Jersey, 8 de desembre de 1954), fou una fotògrafa i escriptora francesa.

## Biografia
Neboda de l'escriptor Marcel Schwob, Lucy Schwob adoptà el nom de Claude Cahun en honor del seu besoncle Léon Cahun. En la dècada de 1920 s'instal·là a París amb la seva parella, Suzanne Malherbe (Marcel Moore), i va començar a publicar articles i relats en el periòdic Mercure de France. Entre les seves amistats es trobaven Henri Michaux, Pierre Morhange i Robert Desnos.
El 1929 la revista Bifur publicà una de les seves fotografies. En aquesta mateixa època es va unir al grup del teatre le Plateau, animat per Pierre Albert-Birot. L'any següent va veure la llum el seu assaig autobiogràfic Aveux non avenus, il·lustrat amb fotomuntatge.
El 1932 l'Associació d'Escriptors i Artistes Revolucionaris, on es va adherir, va establir relacions amb André Breton i René Crevel, fet que la va portar a associar-se al grup surrealista. El 1934 va publicar Les Paris sont ouverts (Els París són oberts). El 1935, amb André Breton i Georges Bataille, participà en la fundació de la revista Contre Attaque.
El 1936 va exposar a París durant l'Exposició Surrealista d'Objectes i en Londres en l'Exposició Internacional Surrealista en les galeries Burlington.
El 1937 va il·lustrar amb vint fotografies la publicació del poema Le cœur de Pic (El cor de piques) de Lise Deharme.
Durant la Segona Guerra Mundial es va instal·lar a l'illa de Jersey, on havia comprat una casa uns anys abans. Fou detinguda per participar en accions de la resistència contra l'ocupació nazi i va estar a punt de ser executada.

## Obra
Molt intimista, poètica i amb força trets autobiogràfics, l'obra de Claude Cahun, en especial la fotogràfica, és de difícil classificació.
La seva pertinença al moviment surrealista es veu superada per una inspiració molt baudeleriana i per la cerca d'un mite personal. No pretén provocar ni mostrar-se espectacular. Cerca en si mateix, en un joc permanent de miralls i metamorfosis, entre la fascinació i la repulsió, en una obra feta en gran part d'autoretrats.
Del seu gust pel teatre ve després l'afició per la posada en escena, tant d'ella mateixa com d'altres objectes. Les seves instal·lacions són precursores de fotògrafs contemporanis com Alain Flescher o d'artistes plàstics com Christian Boltanski.
La seva autobiografia a través de la imatge concedeix un paper important a la identitat sexual: Cahun desitjava ser part d'un tercer gènere indefinit, en la frontera entre l'homosexualitat, la bisexualitat i l'androgínia.
Claude Cahun va crear una obra discreta i sensible, poc coneguda en els seus temps. Els seus poemes visuals constitueixen un treball original que va tenir una difusió molt restringida. Caldria esperar a les obres de Man Ray, a qui ella va conèixer, i sobretot a Hans Bellmer, perquè aquest tipus de creacions troben el seu públic.

## El redescobriment de l'artista
Claude Cahun va passar quasi inadvertida en el seu temps, potser a causa de la seva independència i llibertat, però també pel seu caràcter multidisciplinari (escriptora, dona de teatre, artista plàstica, fotògrafa). Aquestes mateixes particularitats l'han convertida en una figura reivindicada per personalitats del món artístic, dissenyadors de moda, defensores de l'emancipació femenina, partidaris de la indefinició de gèneres sexuals, etc.
Des de 1992 diversos museus d'arreu del món (Museu d'Art Modern de París, Tate Modern de Londres, Grey Art Gallery de Nova York, la Virreina Centre d'Imatge de Barcelona) han consagrat exposicions a la seva obra i actualment gaudeix actualment d'una gran rellevància.
La permanència de Claude Cahun en un segon pla del món de la creació artística (fet que no li va impedir de participar activament en les lluites per l'alliberació dels costums o contra el nazisme) fou en gran manera voluntària. Una part substanciosa de la seva obra s'ha perdut, especialment a causa de la seva detenció per la Gestapo el 1944.